# 텐서곱
환론에서 텐서곱(영어: tensor product)은 두 쌍가군 또는 가군 또는 결합 대수에 대하여 정의할 수 있는 이항 연산이다.

## 정의
다음이 주어졌다고 하자.
- 가환환 {\displaystyle K}
- {\displaystyle K}-결합 대수 {\displaystyle A}, {\displaystyle B}, {\displaystyle C}
- {\displaystyle (A,B)}-쌍가군 (={\displaystyle A\otimes _{K}B^{\operatorname {op} }}-왼쪽 가군) {\displaystyle _{A}M_{B}}
- {\displaystyle (B,C)}-쌍가군 (={\displaystyle B\otimes _{K}C^{\operatorname {op} }}-왼쪽 가군) {\displaystyle _{B}N_{C}}

그렇다면, {\displaystyle M}과 {\displaystyle N}의 텐서곱은 다음과 같이 구성되는 {\displaystyle (A,C)}-쌍가군이다.
1. 곱집합 {\displaystyle M\times N} 위의 자유 {\displaystyle (A,C)}-쌍가군 {\displaystyle _{A}X_{C}}를 생각하자.
2. {\displaystyle X} 위에서 다음과 같은 이항 관계 {\displaystyle \sim _{0}}로 생성되는, {\displaystyle (A,C)}-쌍가군의 합동 관계 {\displaystyle \sim }를 생각하자.
{\displaystyle (m,n)+(m',n)\sim _{0}(m+m',n)\qquad (m,m'\in M,\;n\in N)}
{\displaystyle (m,n)+(m,n')\sim _{0}(m,n+n')\qquad (m\in M,\;n,n'\in N)}
{\displaystyle a(m,n)\sim _{0}(am,n)\qquad (m\in M,\;n\in N,\;a\in A)}
{\displaystyle (m,n)c\sim _{0}(m,nc)\qquad (m\in M,\;n\in N,\;c\in C)}
{\displaystyle (mb,n)\sim _{0}(m,bn)\qquad (m\in M,\;n\in N,\;b\in B)}
3. {\displaystyle (A,C)}-쌍가군 {\displaystyle X/{\sim }}을 생각하자. 이를 텐서곱 {\displaystyle M\otimes _{B}N}이라고 한다.

### 특수한 경우
다음과 같은 특수한 경우들을 생각할 수 있다.
- 만약 {\displaystyle K=A=C=\mathbb {Z} }라면, {\displaystyle M_{B}}은 {\displaystyle B}-오른쪽 가군이며, {\displaystyle _{B}N}은 {\displaystyle B}-왼쪽 가군이다. 이 경우, {\displaystyle B}-오른쪽 가군과 {\displaystyle B}-왼쪽 가군의 텐서곱은 아벨 군(={\displaystyle (\mathbb {Z} ,\mathbb {Z} )}-쌍가군)이다.
- 만약 {\displaystyle K=A=B=C}라면, {\displaystyle M}과 {\displaystyle N}은 {\displaystyle K}-가군이다. 이 경우, 두 {\displaystyle K}-가군의 텐서곱은 {\displaystyle K}-가군이다.
  - 특히, 만약 {\displaystyle K}가 체일 때, 두 {\displaystyle K}-벡터 공간의 텐서곱은 {\displaystyle K}-벡터 공간이다.
  - 특히, 만약 {\displaystyle K=\mathbb {Z} }일 때, 두 아벨 군의 텐서곱은 아벨 군이다.
- 만약 {\displaystyle K=B}가 체이며, {\displaystyle G}와 {\displaystyle H}가 군이며, {\displaystyle A=K[G]}, {\displaystyle C^{\operatorname {op} }=K[H]}(즉, {\displaystyle K}계수 군환)이라고 하자. 그렇다면, {\displaystyle M}과 {\displaystyle N}은 각각 {\displaystyle G}와 {\displaystyle H}의 표현이며, 이 경우 {\displaystyle M\otimes _{K}N}은 {\displaystyle A\otimes _{K}C^{\operatorname {op} }=K[G\times H]}-왼쪽 가군을 이룬다. 즉, {\displaystyle M\otimes _{K}N}은 직접곱 {\displaystyle G\times H}의 표현을 갖는다. 이를 두 군 표현의 외부 텐서곱(영어: external tensor product)이라고 한다.
  - 특히, 위의 경우에서 만약 {\displaystyle G=H}라면, 대각 사상 {\displaystyle G\to G\times G}를 통해, {\displaystyle M\otimes _{K}N}은 {\displaystyle G}의 표현을 이룬다. 이를 두 군 표현의 텐서곱이라고 한다.

### 결합 대수의 텐서곱
다음이 주어졌다고 하자.
- 가환환 {\displaystyle K}
- {\displaystyle K}-결합 대수 {\displaystyle A}, {\displaystyle B}

그렇다면, {\displaystyle A}와 {\displaystyle B}는 둘 다 {\displaystyle K}-가군이므로, 텐서곱 {\displaystyle A\otimes _{K}B}를 정의할 수 있으며, 이는 {\displaystyle K}-가군을 이룬다. 그런데, 이 경우 {\displaystyle A\otimes _{K}B}는 자연스럽게 {\displaystyle K}-결합 대수의 구조를 가지며, 이는 다음과 같다.
{\displaystyle (a\otimes _{K}b)(a'\otimes _{K}b')=(aa')\otimes _{K}(bb')}
이에 따라, {\displaystyle K}-결합 대수의 범주는 대칭 모노이드 범주가 된다.

## 성질
가환환 {\displaystyle K} 위의 가군의 범주 {\displaystyle \operatorname {Mod} _{K}}를 생각하자. 이는 텐서곱을 통해 대칭 모노이드 범주를 이룬다. 특히,
- 텐서곱은 결합 법칙을 따른다.
- 텐서곱의 항등원은 1차원 자유 가군 {\displaystyle K}이다.

또한, {\displaystyle \operatorname {Mod} _{K}}는 닫힌 모노이드 범주이다. 다시 말해, 임의의 {\displaystyle K}-가군 {\displaystyle M}, {\displaystyle N}, {\displaystyle P}에 대하여 다음이 성립한다.
{\displaystyle \hom _{K}(M\otimes N,P)\cong \hom _{K}(M,\hom _{K}(N,P))}

### Tor 함자
텐서곱 함자의 유도 함자를 Tor 함자라고 한다.

## 예
가환환 {\displaystyle K} 위의 두 유한 차원 자유 가군
{\displaystyle M=K^{\oplus m}}
{\displaystyle N=K^{\oplus n}}
{\displaystyle m,n\in \mathbb {N} }
이 주어졌다고 하자. 그렇다면, 그 텐서곱은 다음과 같은 자유 가군이다.
{\displaystyle M\otimes _{K}N=K^{\oplus (mn)}}
즉, (차원이 더해지는) 직합과 달리, 텐서곱에서는 차원이 곱해진다.

## 참고 문헌
- Lam, Tsit-Yuen (1999). 《Lectures on modules and rings》. Graduate Texts in Mathematics (영어) 189. Springer. doi:10.1007/978-1-4612-0525-8. ISBN 978-0-387-98428-5. MR 1653294.